# London Calling (lied)
"London Calling" is een nummer van de Britse band The Clash. Het nummer werd uitgebracht op hun gelijknamige album uit 1979. Op 7 december van dat jaar werd het nummer uitgebracht als de eerste single van het album.

## Achtergrond
"London Calling" is geschreven door Joe Strummer en Mick Jones. De titel refereert aan de ident van de wereldomroep BBC World Service: "This is London calling...", welke tijdens de Tweede Wereldoorlog werd gebruikt in uitzendingen naar bezette landen. In de tekst beschreef Strummer zijn zorgen over de gebeurtenissen in de wereld, met een referentie naar het kernongeval van Three Mile Island, wat eerder in 1979 plaatsvond. Strummer zei hierover: "We vonden dat we aan het worstelen waren en alsof we van een helling af zouden glijden, we hielden ons vast met onze vingernagels. En er was niemand om ons te helpen."
De regel "London is drowning and I live by the river" is afkomstig van de zorgen dat het grootste deel van het centrum van Londen onder water zou staan als de rivier Theems zou overstromen, iets dat leidde tot de constructie van de Thames Barrier. Strummer maakte zich ook zorgen over geweld door de politie, wat blijkt uit de regel "We ain't got no swing, except for the ring of that truncheon thing", aangezien de Londense politie destijds vaak een gummiknuppel (truncheon) bij zich droeg als standaardwapen. Ook werd het gebruik van drugs aangehaald in de regel "We ain't got no high, except for that one with the yellowy eyes".
De situatie van de band, in 1979 zaten zij in hoge schulden, is ook een inspiratiebron geweest bij het nummer. Zij zaten zonder management en waren verwikkeld in een discussie met hun platenlabel over het album London Calling en of het een enkel- of dubbelalbum zou worden. In de regel "Now don't look to us, phoney Beatlemania has bitten the dust" maakt de band zich zorgen over de situatie nadat de punkrockbeweging, waar zij bij hoorden, in 1977 in Engeland zijn tijd had gehad. Het nummer eindigt met een morsesignaal dat S.O.S. spelt.
"London Calling" werd opgenomen in de Wessex Sound Studios, gevestigd in een voormalige kerk in Highbury in het noorden van Londen. Deze studio was voorheen gebruikt door de Sex Pistols, The Pretenders en de band van Tom Robinson. De single werd geproduceerd door Guy Stevens en Bill Price. Het behaalde de elfde plaats in het Verenigd Koninkrijk en was de eerste single van The Clash die buiten de Britse eilanden de hitlijsten haalde, met een veertigste plaats in Australië. In de Verenigde Staten werd het nummer niet uitgebracht op single; in plaats hiervan kwam "Train in Vain" uit.
Het succes van de single werd geholpen door de videoclip, geregisseerd door Don Letts, waarin de band het nummer speelt op een boot naast de Albert Bridge over de Theems. In 2004 plaatste het tijdschrift Rolling Stone het nummer op de vijftiende plaats in hun lijst The 500 Greatest Songs of All Time. Ook nam de Rock and Roll Hall of Fame het nummer op in hun lijst "500 Songs That Shaped Rock and Roll". Het nummer is gebruikt in de films Billy Elliot en Die Another Day en in een aflevering van de televisieserie Friends. Tevens komt het voor in commercials van Jaguar en British Airways. Het nummer is gecoverd door Bob Dylan en wordt door de voetbalclub Arsenal FC gebruikt als opkomstmuziek tijdens thuiswedstrijden.

## NPO Radio 2 Top 2000
| Nummer met noteringen in de NPO Radio 2 Top 2000 | '07 | '08  | '09 | '10 | '11 | '12 | '13 | '14 | '15 | '16 | '17 | '18  | '19  | '20  | '21  | '22  | '23  | '24  |
| ------------------------------------------------ | --- | ---- | --- | --- | --- | --- | --- | --- | --- | --- | --- | ---- | ---- | ---- | ---- | ---- | ---- | ---- |
| London Calling                                   | 589 | 1864 | 659 | 781 | 580 | 560 | 496 | 565 | 675 | 792 | 854 | 1377 | 1145 | 1072 | 1219 | 1161 | 1194 | 1284 |

1. ↑  Een vetgedrukt getal geeft de hoogste notering aan.
2. ↑  2007 was het eerste jaar met een notering voor dit nummer.